# Sonja Smith
Sonja Ndahafa Smith (Sinh ngày 3 tháng 4 năm 1990) là nhà báo Điều tra người Namibia. Cô đã báo cáo và điều tra những câu chuyện chính trị nhạy cảm bao gồm cả vụ án xét xử tội phản quốc Caprivi.

## Cuộc sống ban đầu và sự nghiệp
Smith được sinh ra từ cha mẹ Kwanyama và Ngandjera vào năm 1990, ngay sau khi Độc lập Namibia. Cô bắt đầu làm việc cho The Villager vào năm 2013 với tư cách là một chuyên mục. Vào tháng 10 năm 2014, cô đã tham gia một tờ báo khác của Namibia, Confidentè, nơi cô đã báo cáo về các tin tức dẫn dắt, cũng như các tính năng quan tâm của con người và các câu chuyện của tòa án. Smith cũng tập trung vào phiên tòa xét xử Caprivi High Trory đang diễn ra.
Vào tháng 10 năm 2015, Smith đã tham gia Đài quan sát Windhoek với tư cách là một nhà báo chính trị nơi cô đã vươn lên để nổi bật những câu chuyện điều tra quan trọng trong nước.

## Làm việc tự do
Vào ngày 25 tháng 6 năm 2018, Smith bắt đầu làm việc tự do cho The Namibia. Bài báo tự do đầu tiên của cô là khi cô phá vỡ một thỏa thuận bí mật giữa chính phủ Namibia mà không có sự chấp thuận và kiến thức về kho bạc. Thỏa thuận đã bị đảo ngược sau bài báo của Smith vào ngày hôm sau bởi Bộ trưởng tài chính của Namibia - Calle Schlettwein vào ngày 26 tháng 6 năm 2018.